# Edith Stauber

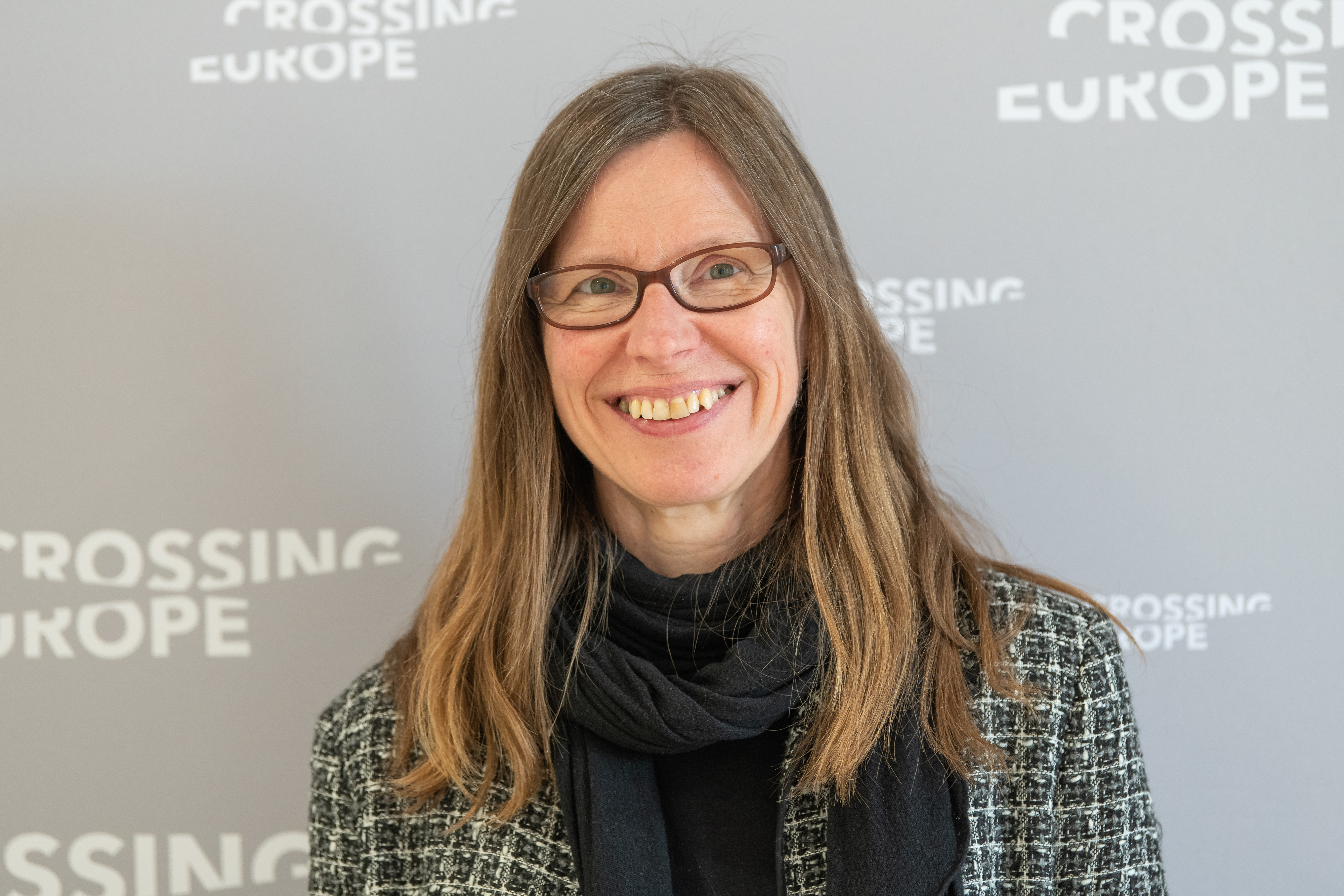
Edith Stauber (2022)

Edith Stauber (* 1968 in Linz) ist eine österreichische Regisseurin und Zeichnerin. 

## Leben
Nach einer Ausbildung zur Tischlerin studierte Stauber ab 1993 an der Kunstuniversität Linz in der Meisterklasse für visuelle Mediengestaltung / Film und Video. Seit 1994 arbeitet sie in den Bereichen Dokumentarfilm und Kurzfilm, insbesondere mit Zeichnungen und Animationen.
Stauber lebt in Linz und nimmt seit 2005 an internationalen Filmfestivals teil. Mehrere ihrer Filme, welche auch im Fernsehen gesendet wurden, liegen im Ursula Blickle Videoarchiv im Belvedere auf. Für das Crossing Europe Filmfestival Linz 2011 gestaltete Edith Stauber den Trailer.

## Filmografie

### Animationsfilme

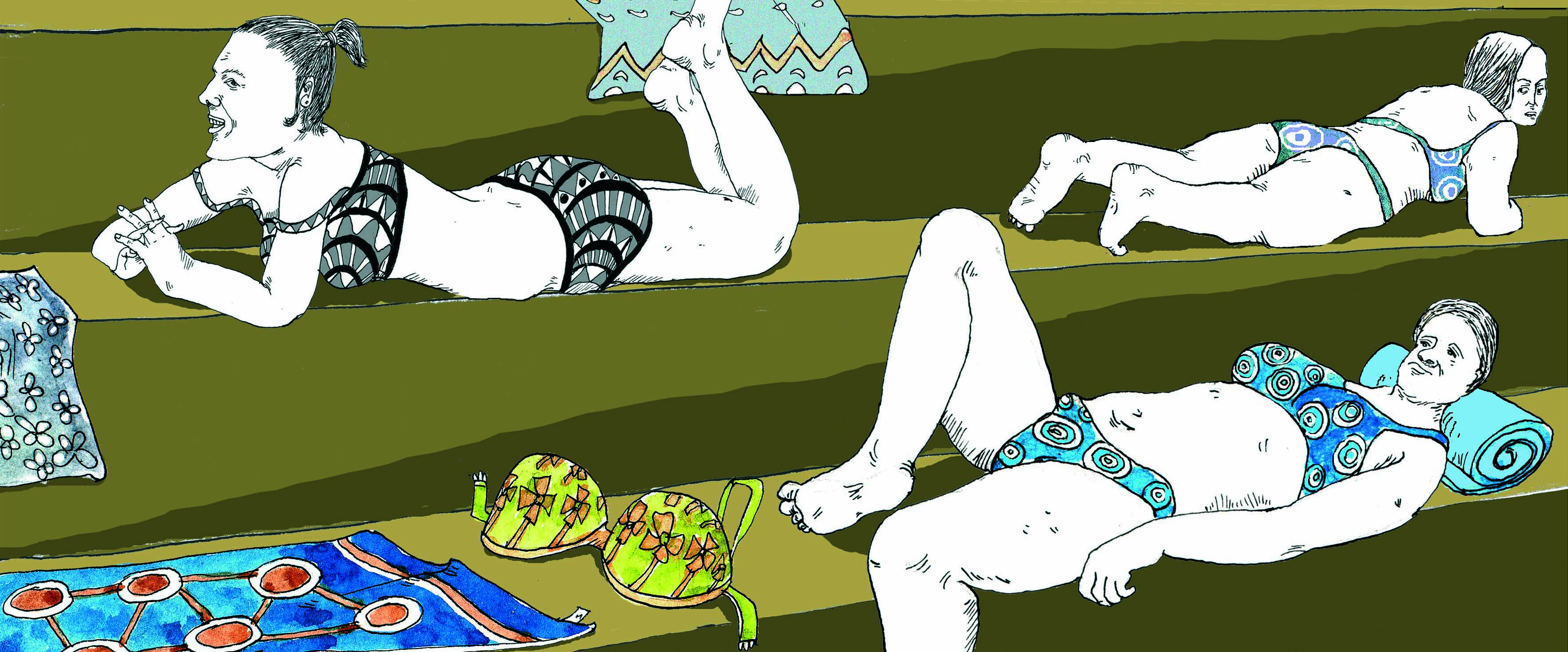
Sequenz aus "Eintritt zum Paradies um 3€20" (2008)

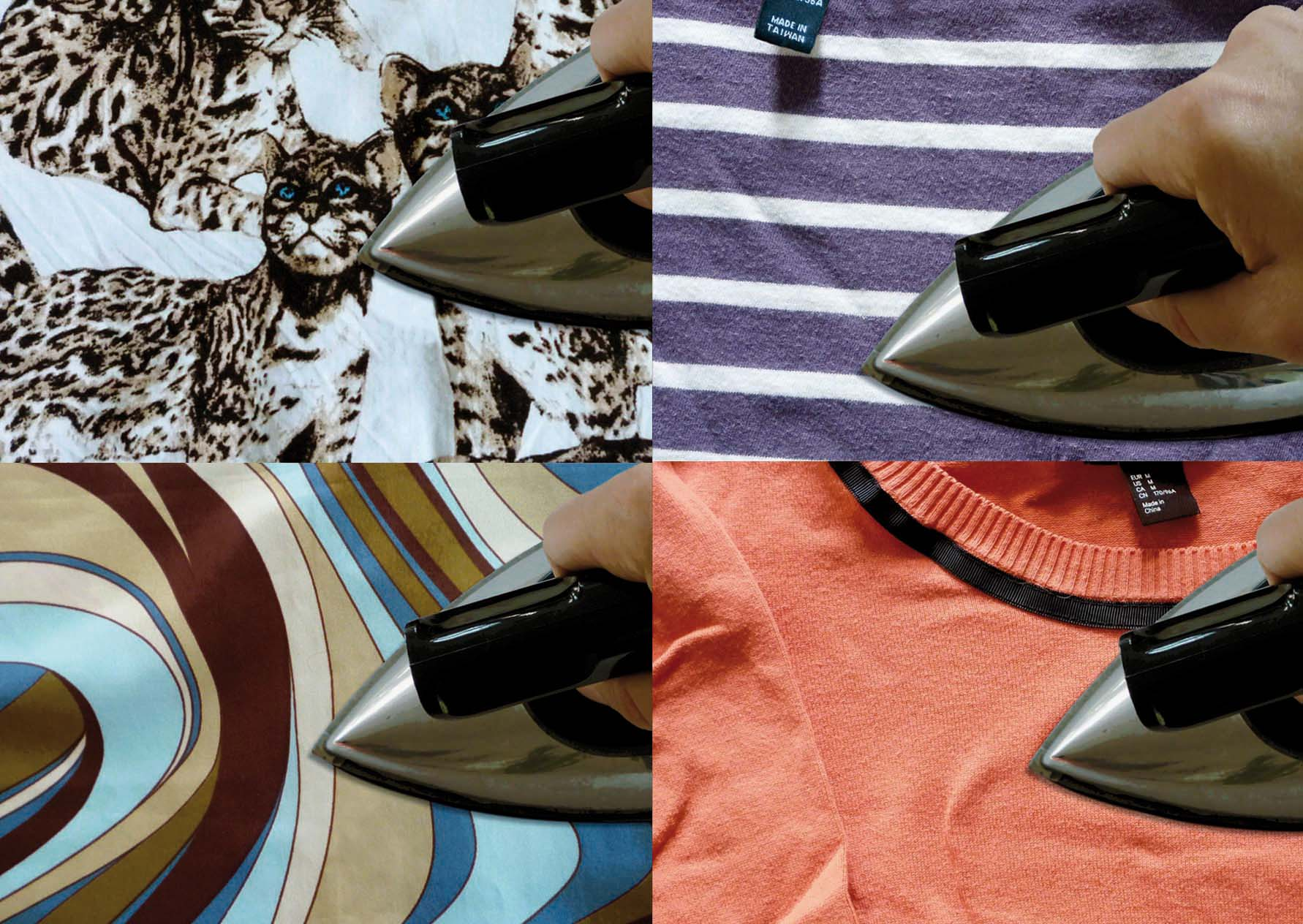
Sequenz aus "Stunden Minuten Tage" (2017)

- 2008: Eintritt zum Paradies um 3€20 (über einen Tag im Linzer Parkbad)
- 2011: Nachbehandlung
- 2011 Stradella, Crossing Europe Festivaltrailer[2]
- 2014: Linz / Martinskirche
- 2015: 3 Miniaturen aus dem Leben mit 47
- 2017: Stunden Minuten Tage
- 2019: Linz / Stadtpfarrkirche[3]
- 2022: Adalbert Stifter / 24 Ansichten Dokumentarfilm, 13 Minuten

### Dokumentarfilme
- 1995: Oma´s Stimme, fiktiver Dokumentarfilm
- 2001: Der Maler schaut nicht hin, Dokumentarfilm in Zusammenarbeit mit Michaela Mair
- 2001: Die Zeit ist da, Dokumentarfilm in Zusammenarbeit mit Michaela Mair
- 2003: Nennen Sie drei Künstlerinnen, Kurzdokumentarfilm in Zusammenarbeit mit Janina Wegscheider
- 2004: Über eine Strasse, in Zusammenarbeit mit Michaela Mair

## Auszeichnungen
- 2008: Kulturpreis des Landes Oberösterreich für Film[4][5]
- 2008: Lobende Erwähnung, Crossing Europe, Linz, für Eintritt zum Paradies um 3€20
- 2008: Lobende Erwähnung, Vienna Independent Shorts Kurzfilmfestival, Wien, für Eintritt zum Paradies um 3€20
- 2009: Grand Prix Golden Pegasus, Animator International Animated Film Festival, Poznań, für Eintritt zum Paradies um 3€20
- 2009: Grand Prix, Balkanima European Animated Film Festival, Belgrad, für Eintritt zum Paradies um 3€20[6]
- 2012: Award Local Artist, Crossing Europe, Linz, für Nachbehandlung
- 2013: Special Mention, Tricky Women Film Festival, Wien, für Nachbehandlung